# 霞が関監査法人
霞が関監査法人(かすみがせきかんさほうじん、英文名称:Kasumigaseki Audit Corporation)は、1996年に設立され、かつて存在した日本の監査法人。
2004年にはベーカーティリーインターナショナル（略称：BTI、英文名称：Baker Tilly International。英国大手会計士事務所のベーカーティリーUKが母体となり組織された独立会計士事務所の国際的ネットワーク）に加盟。
2013年10月に太陽ASG有限責任監査法人（現・太陽有限責任監査法人）へ合併され、消滅した。

## 概要
- 本社 - 東京都中央区京橋2-3-3　京橋山陽ビル6階
- 大阪事務所 - 大阪府大阪市西区土佐堀1-3-7　肥後橋シミズビル10階
- 人員 - 代表社員　5名　社員　5名
- 職員 - 公認会計士・会計士補・米国公認会計士・税理士　約90名

## 主な業務
- アシュアランス
  - 法定監査
    - 金融商取引法に基づく監査(内部統制監査を含む)
    - 会社法に基づく大会社の監査
    - その他法令等に基づく監査

  - 任意監査
  - システム監査
  - 日本企業の海外資金調達等に際し求められる英文財務諸表の監査
- ファイナンシャルアドバイザリーサービス（FAS） 
  - Financial Advisory Service（FAS）
    - 株式公開支援サービス
    - M&A/事業再編支援サービス
- 国際会計基準導入支援サービス（IFRS) 
  - IFRSに基づく会計処理基準の適用に関与する方々への教育・訓練およびその助言・指導
  - IFRSに基づく会計処理基準の適用に向けた業務プロセス・ システムの検討事項の抽出・助言・指導
  - IFRSに基づく会計処理基準の適用に向けた会計マニュアル・ チェックリストの作成、作成に関する助言・指導
  - IFRSに基づく会計処理基準に基づく財務書類の作成業務等 の結果の点検・修正案の提示
  - IFRSに基づく会計処理基準の適用に関与する方々への 教育・訓練およびその助言・指導
- 内部統制構築支援サービス
  - 内部統制の構築及び品質向上に関する業務支援
  - 内部統制に関連する業務の構築及び改善支援
  - 内部統制制度におけるITシステム開発支援

## 沿革
- 1996年（平成8年）- 霞が関公認会計士共同事務所を、東京都千代田区霞が関1丁目に開設。
- 1998年（平成10年）- 霞が関監査法人の設立認可（大蔵大臣）。
- 1999年（平成11年）- 千代田区五番町に事務所を移転。
- 2004年（平成16年）
  - Baker Tilly Internationalに加盟。
  - 大阪事務所を開設。
- 2007年（平成19年）- 大阪事務所を移転。
- 2009年（平成21年）- 東京事務所を移転。
- 2012年（平成24年）- 東京事務所を移転。
- 2013年（平成25年）- 太陽ASG有限責任監査法人に合併され消滅。

## グループ会社
- ベーカーティリージャパン税理士法人
- BTJ税理士法人
- Baker Tilly Japan Consuling株式会社